# Горская, Яна
Яна Горская (англ. Yana Gorskaya) — американская кинематографистка российского происхождения.

## Биография
Родилась в СССР, в еврейской семье. В возрасте шести лет с матерью эмигрировала в Соединённые Штаты.
Получила степень бакалавра искусств в Нью-Йоркском Колумбийском университете в 1996 году, затем училась в университете Южной Калифорнии, получив степень магистра искусств в 2002 году. Первый её полнометражный фильм — Spellbound (2002) режиссёра Джеффри Блитца. Был номинирован на премию «Оскар» как лучший полнометражный документальный фильм; получил премию American Cinema Editors (за лучший документальный фильм).
В настоящее время проживает в Лос-Анджелесе.

## Семья
- Дедушка — режиссёр театра и кино в жанре комедии[4].